# Tagma (Formgeschichte)
Tagma (griech. τάγμα, Pl. τάγματα Tagmata „Gruppe, Ordnung, Reihenfolge“) wird in der biblischen Exegese eine prophetische Aufzählung von Ereignissen genannt, die nach Meinung des Autors in einer bestimmten Reihenfolge geschehen werden und zu einem zukünftig erwarteten End- oder Heilsereignis hinführen. Neutestamentliche Beispiele sind ein Abschnitt aus Jesu Endzeitrede Mk 13,13–27  oder eine Belehrung des Paulus 1 Kor 15,22–28 , wo in Vers 23 das Wort ausdrücklich gebraucht wird (Ἕκαστος δὲ ἐν τῷ ἰδίῳ τάγματι).